# Ephydatia meyeni
Ephydatia meyeni är en svampdjursart som först beskrevs av Carter 1849.  Ephydatia meyeni ingår i släktet Ephydatia och familjen Spongillidae. Inga underarter finns listade i Catalogue of Life.